# Cratere Cartago
Cartago  è un cratere sulla superficie di Marte.